# Mitologia babilońska

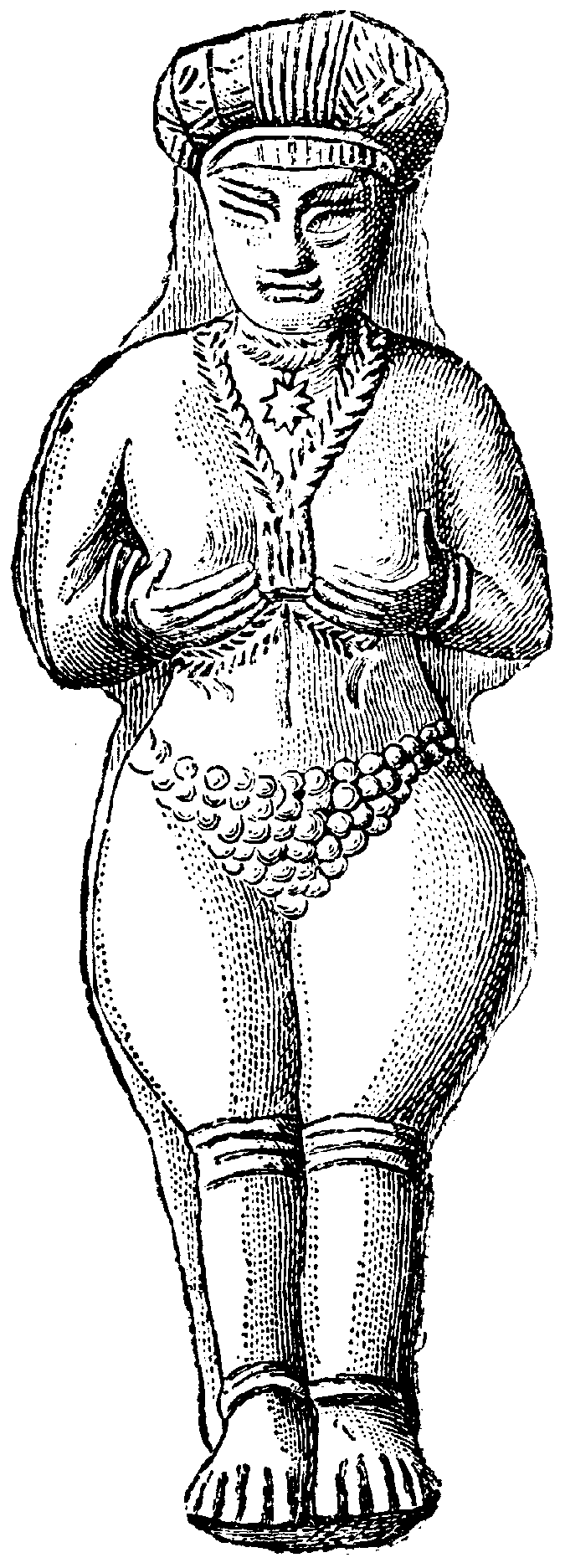
Isztar

Mitologia babilońska – zbiór mitów i legend mieszkańców Babilonii. Większość z nich miała charakter informacyjny. Wyjaśniały zjawiska przyrody, kary spotykające ludzi niegodziwych, jak również nagrody za dobre uczynki, nieliczne z nich opisywały rytuały religijne. Na mitologię babilońską w dużej mierze składały się elementy mitologii sumeryjskiej, mitów pisanych przez Akadyjczyków oraz babilońskie wierzenia o początkach dziejów.

## Kosmogonia i stworzenie człowieka
Roczny cykl i pory roku opisuje w pierwszej księdze Enuma elisz mit o umierającym i odradzającym się Marduku, królu wszystkich bogów. Na początku jest mowa o dwojgu bóstw – Apsu i Tiamat, reprezentujących dwoistość wszechświata, będących równocześnie pierwiastkami męskim i żeńskim. Owocem ich związku są Lahmu i Lahamu przedstawiani często jako para węży. Z każdym kolejnym pokoleniem powstawały coraz potężniejsze bóstwa.
Młodsze bóstwa wykazywały się rosnącym nieposłuszeństwem wobec swojej matki Tiamat i odrzuciły prośby ojca o zachowanie spokoju. W wielkim gniewie Apsu postanowił odczynić wszystko co stworzył, lecz Ea dowiedział się o planach ojca. Uśpił Apsu zaklęciem i zbudował na jego ciele świątynię, w której rezydował wraz z kochanką Damkiną. Ze związku z nią urodził się Marduk. Dziadek Marduka – Anu – stworzył dla niego cztery wiatry. Niepokoiły one Tiamat i starszych bogów, którzy namówili matkę na wojnę z młodymi potomkami. U boku Tiamat stał jej małżonek Kingu, który posiadał me, tablice losów. 
Na prośbę Ea Marduk zgodził się na walkę z Tiamat w zamian za tytuł najpotężniejszego bóstwa. Walka zakończyła się zwycięstwem Marduka. W nagrodę został posiadaczem me i dostał tytuł najwyższego bóstwa o pięćdziesięciu imionach. Z krwi pokonanego Kingu stworzył ludzi, których jedynym zadaniem było służenie bogom.

## Postacie mityczne
Większość babilońskich bóstw nazywa się podobnie lub tak samo, jak bóstwa sumeryjskie, np.:
| Bóstwa babilońskie | Bóstwa sumeryjskie |
| ------------------ | ------------------ |
| Anu                | An                 |
| Aruru, Mammi       | Ki / Ninhursag     |
| Ellil              | Enlil              |
| Ea                 | Enki               |
| Sin                | Nanna              |
| Isztar             | Inanna             |
| Szamasz            | Utu                |
| Mullitu            | Ninlil             |
| Allatu             | Ereszkigal         |
| Adad               | Iszkur             |

W lokalnych tradycjach istniały ponadto pomniejsze bóstwa oraz dobre i złe demony. W tej religii obecna była również wiara w życie pośmiertne, dusza ludzka miała trafiać do zaświatów, rządzonych przez boginię Ereszkigal. Sposób egzystencji w zaświatach nie był uzależniony od życia zmarłego, a jedynie od okazałości pogrzebu i ofiar składanych bóstwu przez rodzinę.